# Gimnasio Vertical Oswaldo Borges
El Gimnasio Vertical Oswaldo Borges o bien Gimnasio Vertical Oswaldo "Papelón" Borges, es el nombre que recibe un recinto deportivo multipropósito localizado en el sector de El Paraíso en el Municipio Libertador al oeste del Distrito Metropolitano de Caracas y al centro norte del país sudamericano de Venezuela.
Se trata de una instalación utilizada por diversas selecciones deportivas vinculadas al Ministerio de Deportes de Venezuela. Se ubica en la misma sede del Instituto Nacional de Deportes en la capital venezolana.
En el espacio se practican deportes de conjunto que van desde gimnasia hasta tenis de mesa, también se desarrollan actividades culturales como el Ballet y competencias varias. Además funcionan escuelas de diversas disciplinas que se encargan de la formación de talento a nivel local y nacional.
Debe su nombre a Oswaldo Borges volibolista venezolano y presidente del Instituto Nacional de Deportes entre 1978 y 1983, durante su gestión se consiguió la sede para celebrar los Juegos Panamericanos de Caracas 1983.